# Каджары (династия)

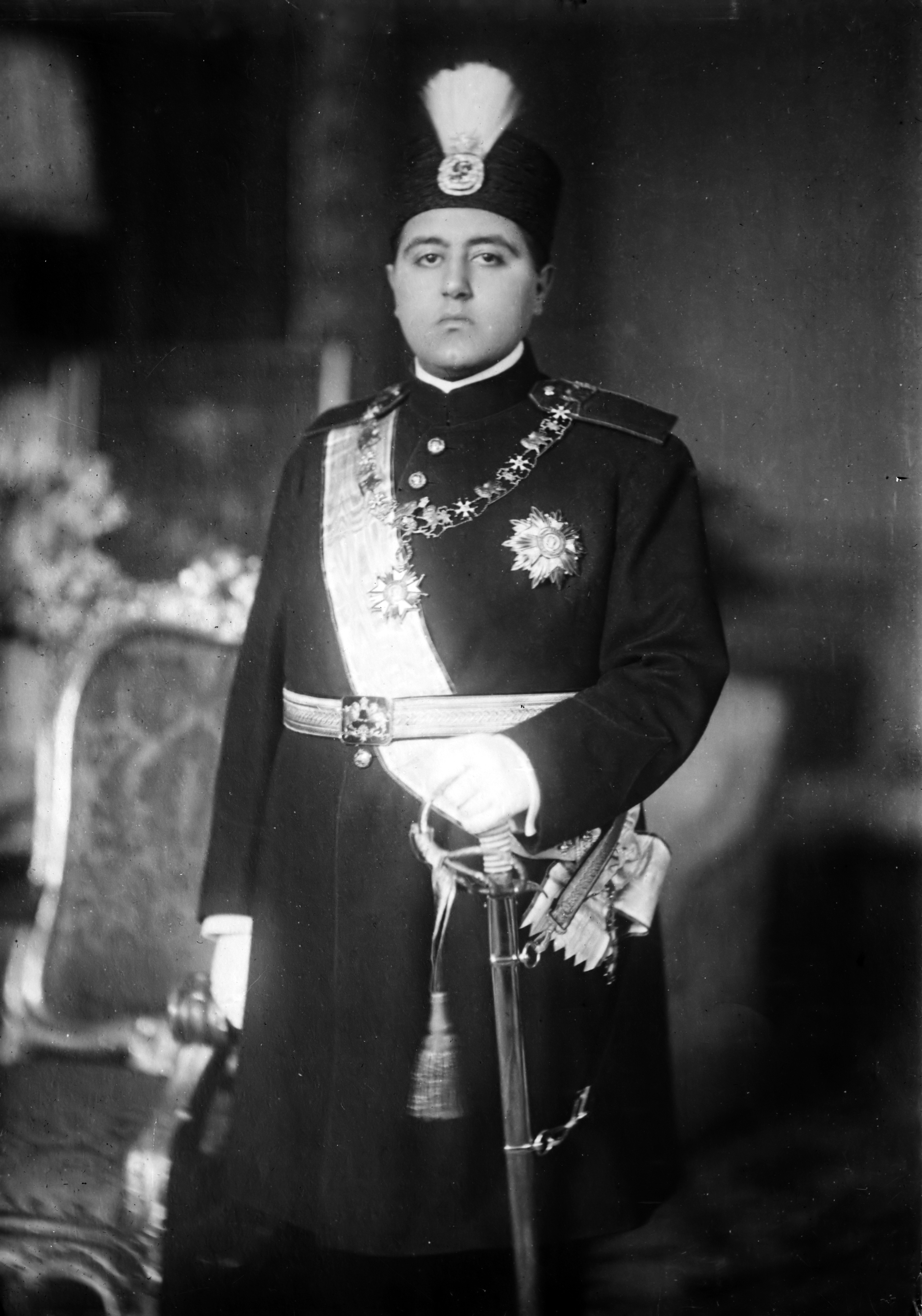
Последний шах Ирана из династии Каджаров Султан Ахмад-шах (1915)

Каджа́ры (перс. قاجاریان‎ — Qâjâriyân; азерб. قاجارلر / Qacarlar; в России — при́нцы Перси́дские) — иранская династия тюркского происхождения, правившая в 1795—1925 годах. 
Государство, которым управляли Каджары, в современной историографии иногда называется Каджарский Иран. Династия основана каджарским военачальником Ага-Мухаммед-хан Каджаром. Каджары туркоманского происхождения, выходцы из племени астерабадских каджаров. Придя к власти, Ага-Мухаммед-хану Каджару удалось объединить Иран и утвердить Тегеран столицей. Тебриз также считался второй столицей Ирана. Государство, созданное Ага-Мухаммедом-ханом Каджаром, обычно называют «Каджарским государством» или просто «Каджарским Ираном». Также правильным обозначением является название «Каджарская империя».

## История
Как отмечает ирано-американский иранист Эхсан Яршатер Каджары поселились на территории Армении после монгольского вторжения. Затем они участвовали в объединении кызылбашей и поддержали Сефевидов. В 1554 году утвердились в Гяндже и распространили своё влияние на весь Карабах. Здесь была образована провинция — Карабахское беглербекство, где низменности и предгорья входили в мусульманские ханства, а горы оставались в руках армянских правителей. Во времена шаха Сулеймана, Шахгулу-хан Каджар-Коюнлу отправился из Гянджи в Астрабад, и женился на дочери одного из вельмож этого города. У него было два сына: Фатали-хан, который станет предком Каджарской династии, и Фазлали-хан, предок ханов Каджар-Коюнлу. С конца XVIII века, с приходом Ага-Мохаммед Каджара на шахский трон, представители клана Коюнлу (Гаванлу) племени Каджар стали царствующей династией в Иране, вплоть до 1925 года. Как и предыдущие династии, пришедшие к власти в период внутренних беспорядков, административного и экономического спада, Каджары столкнулись с проблемой умиротворения страны, необходимостью создания новых военных и административных структур в целях усиления централизации власти, а также для покрытия государственных расходов на содержание судов, армии и государственного аппарата. После поражения в русско-персидской войне в 1813 году был подписан Гюлистанский договор по которому России были переданы Грузия, Дагестан, часть Восточной Армении, Ширван, Баку, Дарбанд, Шаки, Гянджа и Верхний Талыш. Период правления Каджар был ознаменован важными реформами и значительными изменениями в государственном устройстве, в частности конституционной революцией 1906 года. Поначалу Каджарам удалось стабилизировать Иран после потрясений XVIII века, но в целом эпоха Каджаров была для Ирана временем упадка, военных поражений, полного государственного бессилия и превращения страны в полуколонию европейских держав.. Каджары были свергнуты в 1925 году Резой Пехлеви.
Ныне также дворянская фамилия в Азербайджане, имевшая право на ношение титула «принцев» в России. Монархический титул — шаханшах-и Иран воджуд-и ала хазрат-и агдас-и хомайун.

## Население при Каджарах
Распущенность свободно практиковалась обоими полами в городах, особенно в Тегеране, и в Мазендеране, одинаково и в городе, и в провинции, и люди были обессилены венерическими болезнями, которыми, как считается, было заражено 80 % от их численности. В других сельских округах, особенно среди тюркского населения, она была редка, и венерические болезни, привозимые из городов, были менее распространены.

## Идентичность
Согласно источникам, Каджары имели сильную этническую и региональную идентичность. Например, в написанном в честь Насраддин-шаха Риза Кули-ханом Хедаятом «Раузат ас-сафа» каджарские правители называются такими терминами, как sâlâr-ı Türk (тюркский предводитель), pâdişâh-ı Türk (тюркский падишах), sultân-ı Türk (тюркский султан), hânân-ı Türk, hâkân-ı Türk (тюркский каган). Ага Мухаммед-шах именовался «тем, чей род от Афрасиаба, слава от Чингиза, твёрдость от Сельджука, могущество от Тимура», а Фетх Али-шах титулом «Sultân-ı Büzürg Feth Ali Han-ı Türk». В приведённом Хедаятом письме Ага Мухаммед-шаха узбекскому правителю подчёркивалось тюркское происхождение; Ага Мухаммед-шах высказывал своё довольство тем, что «владения Турана и Ирана, Рума и России, Чина и Мачина, Хатая, Хотана и Индостана он [Бог] даровал великим тюркским домам». Осознание и гордость тюркским происхождением Каджарской династии её представителями подчёркивается и во многих других исторических (в том числе официальных) трудах XIX века, как то «Târîh-i Cihânârâ» (период Фетх Али-шаха), «Târîh-i Kâcâriyye» (1880, написан каджарским принцем), «Târîh-i Muntazam-ı Nâsırî» (1883). Русский дипломат Иван Осипович Симонич указывал на то, что Фетх Али-шах следовал тюркским традициям управления. В одном из своих стихотворений на тюркском языке Фетх Али-шах называл себя тюркским шахом (шах-и тюрк), что, по мнению историка Афсане Наджмабади, выражает гордость шаха каджарским происхождением и приверженность тюркскому языку.
Дж. Д. Кларк указывает, что Каджары сохраняли тюркскую идентичность и кочевой образ жизни ещё долго после переезда в Тегеран.
Престол наследных принцев династии находился в Тебризе, где принцы росли в окружении азербайджанцев, ещё сильнее привязываясь к тюркскому языку, культуре и обычаям. В дальнейшем, становясь шахом, они окружали себя тюрками из Азербайджана, на что также указывали британский консул Перси Сайкс, француз Виктор Берар, придворный историк Мозаффереддин-шаха (1896—1907) Абдул-Хусейн-хан Сипихр. Согласно Симоничу, Мухаммед-шах Каджар (1834—1848), считая себя азербайджанским тюрком, не любил и не доверял персам и окружал себя азербайджанскими тюрками, считая их своими единственными соотечественниками. По мнению Дж. Д. Кларка, общее этническое и языковое происхождение Каджарской династии и населения провинции Азербайджан влияло на правление династии, так, Лорд Керзон указывал, что население Азербайджана настроено дружелюбно к династии тюркского происхождения.
Тюркское происхождение Каджаров также подчёркивалось персидскими подданными государства. Например, согласно Гаджи Мирза Хасан Хусейни Фесайи, Мухаммед-шах Каджар был известен среди населения Фарса и Шираза как «A‘lâhazret Muhammed Şâh-ı Türk-i Azerbâycânî» (Его Величество Азербайджанский Тюркский Шах Мухаммед). Согласно Берару, многие персы с неудовольствием отмечали, что Каджары являются «воплощением проклятого Турана».

## Язык
С самого начала правления династии источники сообщают о явном предпочтении азербайджанского языка каджарскими шахами. Прибывший в 1805—1806 годах с письмом от Наполеона к Фетх Али-шаху Пьер Амедей Жобер сообщал, что шах и его министры пользуются только тюркским языком. Близкий ко двору историк Бедайи-Нигяр (Мирза Мухаммед Махди Невваб-и Тахрани) описывал случай того, как Фетх Али-шах разозлился на вельможу, не знавшего тюркского языка, и приказал выучить его в течение 40 дней.
Такое положение дел сохранялось на протяжении всей истории династии. Известно, что его преемник Мохаммед-шах Каджар и российский дипломат князь Алексей Дмитриевич Салтыков общались на тюркском языке. Посетивший в 1889—1890 годах лорд Джордж Керзон писал, что родным языком Насреддин-шаха является тюркский, в то время как персидский он выучил, уже придя к власти. То же самое было сказано о его преемнике Мозаффереддин-шахе придворным историком Сипихром. Эдвард Браун писал, что Насреддин-шах даже после восшествия на престол предпочитал говорить на тюркском языке. Племянник Насреддин-шаха, каджарский принц Айну’с-Султана (Кахраман Мирза Салур) в 1898 году писал о том, что с удовольствием поговорил с османским послом на тюркском, причём, отмечал сходство азербайджанского и османского языков («Османский тюркский близком к нашему тюркскому»). Мирза Гулам Хусейн Эфдалю’л-мюлк в официальном историческом труде «Efdalü’t-Tevârîh» описывал случай в 1896 году того, как Мозаффереддин-шах прервал османского посла, который обратился к нему с речью на персидском языке, и приказал: «Говори по-тюркски! Мы знаем тюркский!». Виктор Берар писал (1910), что Мохаммед Али-шах (1907—1909) «туранец и по происхождению, и по языку».
Последний шах из этой династии, Ахмед-шах Каджар, также был азербайджаноязычным. Например, посол Турции в Иране в своём рапорте 22 февраля 1923 года писал о своей встрече с Ахмед-шахом: «… [он] назвал себя тюрком, однако говорящим на азербайджанском диалекте».
В проекте Гарвардского университета The Iranian Oral History Project дано интервью принца Султана Гамид Мирзы Каджара (1918—1988), племянника Ахмед-шаха и претендента на престол в 1975—1988 годах, в котором он говорит, что его родным языком был азербайджанский. Так же он указывал, что «В [Каджарской] семье, особенно среди старшего поколения, общались на азербайджанском тюркском. Нужно понимать, что в нашей династии наследник престола это всегда губернатор [Иранского] Азербайджана, который является крупнейшей провинцией Ирана и, в определённом смысле, важнейшей ввиду 3000-километровой границы с Россией». При этом он также сказал, что шах и брат шаха (отец Гамид Мирзы) говорили между собой на персидском и скорее всего на азербайджанском тюркском.

## Каджарские шахи
| Имя | Имя                     | Изображение | Титул                                                                                              | Годы жизни | Начало правления     | Конец правления      |
| --- | ----------------------- | ----------- | -------------------------------------------------------------------------------------------------- | ---------- | -------------------- | -------------------- |
| 1   | Ага Мохаммед Шах Каджар |             | Хан Шах                                                                                            | 1742—1797  | 1789 год             | 17 июнь 1797 года    |
| 2   | Фетх Али-шах            |             | Шаханшах Каган                                                                                     | 1772—1834  | 17 июнь 1797 года    | 23 октябрь 1834 года |
| 3   | Мохаммед-шах Каджар     |             | Шах Каган, сын Кагана                                                                              | 1808—1848  | 23 октябрь 1834 года | 5 сентябрь 1848 года |
| 4   | Насер ад-Дин Шах        |             | Шах Zell’ollah (Тень Бога [на земле]) Qebleh-ye 'ālam (Ось вселенной) Islampanah (Защитник ислама) | 1831—1896  | 5 сентября 1848 года | 1 май 1896 года      |
| 5   | Мозафереддин-шах Каджар |             | Шах                                                                                                | 1853—1907  | 1 мая 1896 года      | 3 январь 1907 года   |
| 6   | Мохаммад Али-шах        |             | Шах                                                                                                | 1872—1925  | 3 январь 1907 года   | 16 июль 1909 года    |
| 7   | Султан Ахмад-шах        |             | Шах                                                                                                | 1898—1930  | 16 июль 1909 года    | 31 октябрь 1925 года |

## Каджарская императорская семья
В настоящее время каджарскую императорскую семью в изгнании возглавляет старший потомок Мухаммада Али-Шаха султан Мухаммад Али-Мирза Каджар, а предполагаемым наследником Каджарского престола является Мухаммад Хасан-Мирза II, внук Мухаммада Хасана-Мирзы, брата и наследника султана Ахмад-Шаха. Мухаммед Хасан Мирза умер в Англии в 1943 году, провозгласив себя Шахом в изгнании в 1930 году после смерти своего брата во Франции.
Сегодня потомки Каджаров часто идентифицируют себя как таковые и проводят встречи, чтобы оставаться социально знакомыми через семейную ассоциацию Каджаров, часто совпадающую с ежегодными конференциями и встречами Международной ассоциации изучения Каджаров (МАИК). Семейная ассоциация Каджаров была основана в третий раз в 2000 году. Две предыдущие семейные ассоциации прекратили свою деятельность из-за политического давления. Офисы и архивы МАИК находятся в Международном музее семейной истории в Эйсдене (Нидерланды).

### Титулы
Шаха и его супругу величали Императорское Величество. К их детям обращались Императорское Высочество, в то время как внуки по мужской линии имели право на более низкий стиль Высочество; все они носили титул шахзаде или шахзаде ханум.

### Династия Каджаров с 1925 года
Главы Каджарской императорской семьи
Главенство в императорской семье унаследовал старший по мужской линии потомок Мухаммеда Али Шаха.
- Султан Ахмад-шах (1925—1930)
- Фаридун-мирза (1930—1975)
- Хамид Мирза (1975—1988)
- Махмуд Мирза (1988)
- Али Мирза Каджар (1988—2011)
- Мохаммад Али Мирза Каджар (2011 — по настоящее время)

## Известные члены императорской фамилии

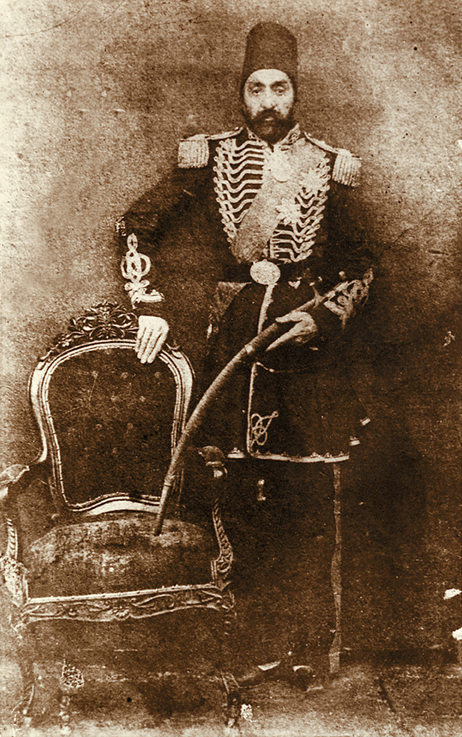
Бахрам Мирза

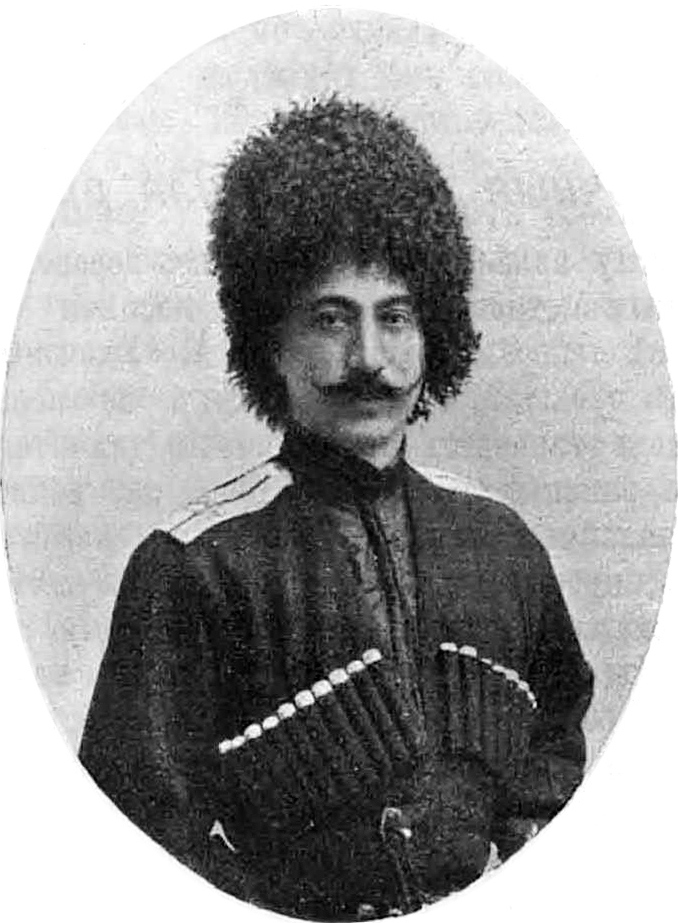
Фейзулла Мирза Каджар

### Политические и военные деятели
- Абдул-Хоссейн Мирза Фарманфарма (1857—1939) — премьер-министр (визирь) Персии при Султане Ахмад-шахе, полководец и государственный деятель.
- Мохаммед Мосаддык (1882—1967) — премьер-министр Ирана с 1951 по 1953 год, пытавшийся проводить прогрессивные реформы. Племянник принца Абдол Хоссейна Мирзы Фарманфарма.
- Фируз-мирза Нусрат ад-Довла (1889—1937) — министр иностранных дел Ирана. Сын принца Абдол-Хоссейна Фарманфармы.
- Хусейн-хан Каджар (1740—1830) — последний правитель (сердар) Эриванского ханства.
- Амир Аббас Ховейда — политический и государственный деятель Ирана. С 1965 по 1977 год занимал должность премьер-министра во время правления шаха Мохаммеда Резы Пехлеви, Каджар по матери.
- Али Амини — политический и государственный деятель Ирана. С 1961 по 1962 год занимал должность премьер-министра Ирана.
- Ирадж Искандери — иранский коммунистический политик.
- Ардешир Захеди — иранский дипломат и государственный деятель времён правления шаха Мохаммеда Реза Пехлеви.
- Абдул-Хусейн Сардари (1895—1981) — генеральный консул в иранском посольстве в Париже 1940—1945 годы; помогал и спасал жизни евреев, подвергавшихся опасности депортации, выдавая им иранские паспорта. Через его мать внук принцессы Малекзаде ханум Эззат ад-Долех, сестры Насер ад-Дин Шаха.
- Принц Аманулла Джаханбани (1890—1974), министр обороны Ирана.
- Надер Джаханбани (1928—1979) — генерал и вице-заместитель начальника иранских имперских военно-воздушных сил сил в период правления шаха Мохаммеда Реза Пехлеви.
- Ага-хан III (1877—1957) — президент Лиги Наций с 1937 по 1938 год, один из основателей и первый президент Всеиндийской Мусульманской лиги и 48-й имам мусульман-низаритов исмаилитов.
- Фатх Али-хан Каджар (1686—1726) — основатель династии Каджаров, хан Астрабада (1720—1726).
- Мухаммед Хасан-хан (1722—1759) — сын Фатх Али-хана, бейлербей Астрабада, Мазандарана и Гиляна (с 1747)
  - Ага Мохаммад-шах (1742—1797) — сын Мухаммед Хасан-хана, бейлербей Азербайджана (1757—1796), шаханшах (с 1796)
  - Хосейн Кули-хан (1749—1777) — сын Мохаммад Хасан-хана, беглербег Дамгана (1769—1777), беглербег Астрабада (1777)
  - Муртаза Кули-хан (1750/1755—1798) — сын Мохаммад Хасан-хана, беглербег Астрабада (1782—1784)
    - Фетх Али-шах (1771—1834) — сын Хосейн Кули-хана, шаханшах (с 1797)
      - Аббас-Мирза (1789—1833) — сын Фетх Али-шаха, валиахд (с 1800)
        - Мохаммед-шах (1808—1848), сын Аббас-Мирзы, валиахд (1834), шаханшах (с 1834)
        - Бахман Мирза Каджар (1811—1884) — персидский государственный деятель, фельдмаршал Ирана, сын Аббас-Мирзы.
          - Джелаледдин Мирза Каджар
            - Шафи Хан Каджар (1853—1909)
              - Фейзулла Мирза Каджар (1872—1920) — военачальник Российской Императорской Армии и Азербайджанской Демократической Республики, генерал-майор, принц персидский.

          - Риза Кули Мирза Каджар (1837—1894) — флигель-адъютант, штабс-ротмистр, командир 4-го взвода (мусульман) лейб-гвардии Кавказского эскадрона Собственного Его Императорского Величества конвоя, генерал-майор c 1883 года.
            - Александр Петрович Риза-Кули-Мирза Каджар (1869 — ?) — российский военный деятель, полковник, участник белого движения.

          - Аманулла Мирза Каджар (1857—1937) — российский и азербайджанский военачальник, генерал-майор, принц персидский.
          - Сейфулла Мирза Каджар (1864—1926) — российский и азербайджанский военный деятель, полковник.
          - Хан-Баба хан Каджар (1849—1926)
            - Мансур Мирза Каджар (1869—1931, Баку) — российский и азербайджанский военный деятель, полковник.

        - Хозрев-Мирза (1813—1875) — персидский принц, 7-й сын наследника престола, сын Аббас-Мирзы.
          - Насреддин-шах (1831—1896) — сын Мохаммед-шаха, валиахд (1835—1848), шаханшах (с 1848)
            - Мозафереддин-шах (1852—1907) — сын Насреддин-шаха, валиахд (1862—1896), шаханшах (с 1896)
              - Мохаммад Али-шах (1872—1924) — сын Мозафереддин-шаха, валиахд (1896—1907), шаханшах (1907—1909)
                - Султан Ахмад-шах (1897—1930) — сын Мохаммад Али-шаха, валиахд (1907—1909), шаханшах (1909—1925), шаханшах в изгнании (с 1925)
                  - Мохаммад Хасан-шах (1899—1943) — сын Мохаммад Али-шаха, валиахд (1909—1925), валиахд в изгнании (1925—1930), шаханшах в изгнании (с 1930)
                  - Фаридун-мирза (1922—1975) — сын Султан Ахмад-шаха, валиахд в изгнании (с 1930)

### Религиозные деятели
- Ага-хан IV (родился 13 декабря 1936, Женева, Швейцария) — 49-й имам (духовный лидер) мусульманской исмаилитской низаритской общины.

### Деятели литературы
- Ирадж-Мирза (1874—1926) — иранский поэт. Проявил себя как современный поэт-реформатор, в своих работах критиковал традиции и был сторонником эмансипации женщин.
- Садег Хедаят (1903—1951) — иранский писатель, филолог и общественный деятель.

## Комментарии
1. ↑  As I said previously today, I never really spoke Persian as a child. I spoke Turkish, Azarbaijani Turkish.
2. ↑  Understandably, neither my brother nor I spoke a word of English when we arrived, and in fact spoke practically no Persian. He certainly spoke no Persian, and only, in reality, Russian. The reason I didn't speak Persian because in the family, in Azarbaijan, the language was Turkish and it continued. And we continued speaking in that language even after arrival in Constantinople, as my grandfather and family all spoke that language amongst themselves or, in their case, Russian, as they had been brought up in their youth in Russia.
3. ↑  But the language within the family, certainly within the old generation, was Azarbaijani Turkish. It must be understood that, in our dynasty, the heir to the throne is always governor of Azarbaijan, which is the largest province of Iran, and of course, in a way, the most important, as it borders Russia for 3000 kilometers.
4. ↑  They spoke Persian -- and probably Azerbaijani Turkish